# Castell y Bere
Castell y Bere är ett slott i Storbritannien.   Det ligger i kommunen Gwynedd och riksdelen Wales, i den södra delen av landet, 290 km väster om huvudstaden London. Castell y Bere ligger 43 meter över havet.
Terrängen runt Castell y Bere är huvudsakligen kuperad. Castell y Bere ligger nere i en dal. Runt Castell y Bere är det ganska glesbefolkat, med 45 invånare per kvadratkilometer. Närmaste större samhälle är Dolgellau, 11,0 km nordost om Castell y Bere. Trakten runt Castell y Bere består i huvudsak av gräsmarker.